# الحركة من أجل الديمقراطية في إفريقيا
الحركة من أجل الديمقراطية في أفريقيا (بالفرنسية: Mouvement pour la Démocratie en Afrique)‏ هو حزب سياسي في بوركينا فاسو.

## التاريخ
تم تأسيس الحزب في نوفمبر 2014. في الانتخابات العامة لعام 2015 حصل على 0.58٪ من الأصوات، وفاز بأحد مقاعد الدائرة (رئيس الحزب أمادو تال في إقليم لوروم).